# Abdułchakim Ismaiłow
Abdułchakim Isakowicz Ismaiłow (ros. Абдулхаким Исакович Исмаилов, ur. 1 lipca 1916 we wsi Czagarotar w rejonie chasawjurckim w Dagestanie, zm. 16 lutego 2010 tamże) – radziecki wojskowy, starszy sierżant, Bohater Federacji Rosyjskiej (1996).

## Życiorys
Urodził się w kumyckiej rodzinie chłopskiej. Miał wykształcenie podstawowe, pracował w kołchozie w rodzinnej wsi, w 1939 został powołany do Armii Czerwonej. Służył w zwiadowczej kompanii strzelców w Ukraińskiej SRR.
Od czerwca 1941 uczestniczył w wojnie z Niemcami, latem 1942 brał udział w bitwie pod Stalingradem, w której był ciężko ranny, w listopadzie 1942 po wyleczeniu wrócił na front. Jako zwiadowca 101. samodzielnej kompanii piechoty z 83 Dywizji Strzeleckiej w składzie 8. Gwardyjskiej Armii uczestniczył w okrążaniu i likwidacji niemieckiego zgrupowania pod Stalingradem, w wyzwalaniu Rostowa nad Donem, Donbasu, Zaporoża i Odessy. Za męstwo i odwagę w walkach na terytorium Ukrainy został odznaczony Orderem Sławy III klasy. Później wyróżnił się odwagą w walkach na terytorium Polski, w tym w forsowaniu Wisły w składzie 1 Frontu Białoruskiego, za co otrzymał Order Czerwonego Sztandaru.
Szczególnie wyróżnił się podczas szturmu Berlina w walkach ulicznych w Berlinie w nocy na 29 kwietnia 1945, gdy wraz z żołnierzami kompanii zadał wrogowi straty 30 zabitych i 24 wziętych do niewoli. 2 maja 1945 został sfotografowany przez Jewgienija Chałdieja jako jeden z zawieszających na Reichstagu czerwony sztandar ZSRR; fotografia ta stała się znana na świecie jako symbol zwycięstwa ZSRR nad III Rzeszą.
W październiku 1945 jako starszy sierżant został zdemobilizowany ze względu na stan zdrowia, po powrocie w rodzinne strony został przewodniczącym wiejskiego komitetu wykonawczego. Jego imieniem nazwano szkołę w jego rodzinnej wsi.

## Odznaczenia
- Bohater Federacji Rosyjskiej (19 lutego 1996)
- Order Czerwonego Sztandaru (dwukrotnie)
- Order Wojny Ojczyźnianej II klasy (11 marca 1985)
- Order Sławy III klasy
- Medal „Za odwagę”
- Medal „Za zwycięstwo nad Niemcami w Wielkiej Wojnie Ojczyźnianej 1941–1945”
- Medal „Za wyzwolenie Warszawy”
- Medal „Za zdobycie Berlina”
- Medal Żukowa

I inne.